# Лесотско-сан-маринские отношения
Лесотско-сан-маринские отношения — двусторонние дипломатические отношения между Лесото и Сан-Марино.

## Сравнительная характеристика
|                  | Лесото                       | Сан-Марино                                     |
| ---------------- | ---------------------------- | ---------------------------------------------- |
| Население        | 2 007 201 человек            | 33 600 человек                                 |
| Площадь          | 30 355±1 квадратный километр | 61,2 квадратный километр                       |
| Часовой пояс     | UTC+2:00, Africa/Maseru      | центральноевропейское время, Europe/San_Marino |
| Столица          | Масеру                       | Сан-Марино                                     |
| Форма правления  | конституционная монархия     | парламентская республика, диархия              |
| Официальный язык | английский язык, сесото      | итальянский язык                               |
| Основная религия | католицизм                   | католицизм                                     |
| Дата основания   | 1966 год                     | 3 сентября 301 года                            |

## История
5 октября 1971 года Сан-Марино заключил договор с Лесото об экстрадиции. 26 июля 2005 года Министерство иностранных дел Сан-Марино одобрило процесс установление дипломатических отношений с Королевством Лесото и приступило к назначению некоторых имеющихся консулов и послов. 18 марта 2010 года страны установили дипломатические отношения. 16 февраля 2011 года в Палаццо Публико состоялась церемония представления новых послов, аккредитованных в Республике Сан-Марино, в том числе и Йонаса Спонки Малева, первого посла Королевства Лесото. 1 апреля 2012 года послу были вручены верительные грамоты. 26 августа 2015 года Джозеф Семпе Леджаха, посол Лесото в Италию, был найден мёртвым в Сан-Марино. По имеющейся информации, его смерть не была связана с насилием. Вскрытия окончательно показало, что он умер естественной смертью. Апостольский нунций в Сан-Марино выразил свои соболезнования.

## Торговые отношения
В 2011 году экспорт Лесото в Сан-Марино составил 892 долларов (в основном, вязаные свитера), а Сан-Марино экспортировал в Лесото на сумму 1,92 тысячи долларов (в основном, автомобили).

## Визовая политика
24 февраля 1970 года страны обменялись нотами по поводу отмены визы.
- Гражданам Сан-Марино не требуется виза для посещения Королевства при проживании до 90 дней[11]. Посетитель должен доказать, что у него достаточно экономических ресурсов для пребывания, а также должен быть билет в Лесото и на обратный путь, либо необходимые документы для следующего пункта назначения. Также может потребоваться вакцинация от жёлтой лихорадки[12].
- Подданным Лесото требуется Шенгенская виза для посещения республики, поскольку в Сан-Марино можно попасть только через Италию, то и въезд невозможен без предварительного въезда в Шенгенскую зону, несмотря на отмену визы между странами.

## Дипломатические представительства
- Лесото не имеет посольства в Сан-Марино, но лесотское посольство в Риме, столице Италии, аккредитовано и в Сан-Марино[13][14][15].
- Сан-Марино не представлено ни на каком уровне в Лесото[15][16]. Ближайшее консульство находится в Претории, столице ЮАР[17].